# Monachaster sanderi
Monachaster
Genre
Espèce
Synonymes
- Goniodiscus sanderi Meissner, 1892[1]
- Monachaster umbonatus Macan, 1938[1]

Monachaster sanderi, unique représentant du genre Monachaster, est une espèce d'étoiles de mer tropicales de la famille des Oreasteridae.

## Description et caractéristiques
C'est une petite étoile au corps aplati. Les plaques marginales sont bien développées (ce qui la fait ressembler aux espèces de la famille proche des Goniasteridae, notamment des Neoferdina), et portent des pastilles colorées, également présentes sur le milieu du disque central. Sur la face orale, on ne distingue aucune granulation ni épines en dehors de la rangée traditionnelle d'épines adambulacraires. Les deux faces comportent un grand nombre de pédicellaires bivalves, de taille modeste. 

## Habitat et répartition
Cette étoile est assez rare, mais est susceptible d'être rencontrée dans tout l'océan Indien occidental, de la côte Est de l'Afrique du Sud jusqu'à l'Arabie. On la trouve entre 20 et 100 m de profondeur.